# آل الماجوة (مأرب)

تعديل مصدري - تعديل

آل الماجوة هي إحدى قرى عزلة ال راشد منيف بمديرية مأرب التابعة لمحافظة مأرب، بلغ تعداد سكانها 80 نسمة حسب تعداد اليمن لعام 2004.